# Јене Фукс
Јене Фукс (мађ. Fuchs Jenő) је био мађарски мачевалац, олимпијац, чија је специјалност била сабља. Учествовао је на Олимпијским играма 1908. и 1912. године и победио је у појединачној и екипној конкуренцији на обе игре на којима је учествовао. Пропустио је Олимпијске игре 1920, на којима Мађарској није било дозвољено да се такмичи, и квалификовао се за Игре 1924, али је своје место у тиму препустио млађим мачеваоцима.  Године 1982. примљен је у Међународну јеврејску спортску кућу славних.
Фуцхс је студирао право на Универзитету у Будимпешти, одбранио докторат 1911. и постао адвокат. Осим мачевања и права, био је врхунски веслач и активан у бобу у Мађарској, а радио је и на будимпештанској берзи.